# Baltazar Maria de Morais Júnior
Baltazar Maria de Morais Júnior, conocido deportivamente como Baltazar (Goiânia, Brasil, 27 de julio de 1959), es un futbolista brasileño retirado. Jugaba de delantero centro y destacó como goleador, siendo Pichichi de la Liga española en 1989. Era conocido como el "Artilheiro de Deus" (Artillero de Dios), por ser uno de los máximos exponentes del movimiento Atletas de Cristo.

## Biografía
Empezó su trayectoria en el equipo de su ciudad, el Atlético Clube Goianiense, donde ingresó con 17 años. Pronto destacó por su capacidad goleadora, siendo el máximo goleador del Campeonato Goiano de 1978. Ese mismo año fichó por el Grêmio de Porto Alegre. En el equipo gaúcho logró el bicampeonato de Río Grande do Sul, en 1979 y 1980, siendo en ambas ocasiones el máximo anotador del torneo. 
En 1981 fue una pieza básica en la conquista del Campeonato Brasileño. El Grêmio se impuso en la final al São Paulo, en el estadio Morumbi, con un gol de Baltazar. Al año siguiente se proclamó subcampeón de liga, al perder el Grêmio la final contra el Flamengo.
En 1982 fichó por el Palmeiras, club donde apenas destacó. En 1983 se incorpora al Flamengo, donde conquista nuevamente el título de Liga. Con el Flamengo también fue el máximo goleador del Campeonato Carioca del 84, donde su equipo fue subcampeón.
Tras regresar al Palmeiras y pasar por el Botafogo, en 1985 dio el salto a Europa, fichando por el Celta de Vigo de la Primera División española. Su debut en España fue desafortunado, ya que el equipo gallego acabó último clasificado y Baltazar solo anotó seis goles.
La siguiente temporada, en Segunda División fue la de su explosión, contribuyendo decisivamente al ascenso del Celta a Primera División. Logró el Trofeo Pichichi al máximo goleador de la categoría con 34 goles, batiendo un récord vigente desde 1969. Sin embargo, esta misma temporada fue el triste protagonista de un choque fortuito con el portero del Málaga, José Antonio Gallardo, en un Celta - Málaga disputado el 21 de diciembre de 1986 en el estadio de Balaídos, que le acabó costando la vida al portero malaguista. 
El verano de 1988 fue traspasado al Atlético de Madrid. En su primera campaña, la temporada 1988/89, se convirtió en Pichichi de Primera División al anotar 35 goles, siendo también distinguido con la Bota de bronce como tercer máximo goleador europeo del año. Su buena actuación le llevó a ser convocado por la selección de Brasil, con la que ganó la Copa América 1989. 
Tras estos éxitos, Baltazar, de 30 años, entra en el ocaso de su carrera. Con la llegada de Javier Clemente al banquillo del Atlético de Madrid, la temporada  1989/90, perdió la titularidad en el equipo. Aun así, fue el tercer máximo realizador del campeonato con 18 goles. 
En octubre de 1990, con la temporada ya comenzada, el Atlético de Madrid fichó al alemán Bernd Schuster y decidió prescindir de Baltazar, ya que la normativa del momento no permitía más de tres jugadores no españoles en un club. Baltazar abandonó el Atlético por la puerta de atrás y acabó la temporada en el FC Porto, donde jugó 18 partidos de Liga, anotando dos goles (además entre Copa de la UEFA y Copa de Portugal jugó 10 partidos más anotando 1 gol) y conquistó la Copa. 
En el verano de 1991 ficha por el Rennes francés, donde permanece dos temporadas. En 1993, con 34 años, regresa al equipo de su ciudad natal, el Goiás, con la intención de retirarse. Sin embargo, en 1995 recibe una oferta de la liga japonesa y se incorpora al Kyoto Purple Saga, equipo donde cuelga las botas en 1996.
Tras retirarse, ejerció de comentarista deportivo en radio y televisión en Goiás. También ha sido uno de los principales impulsores del movimiento de los Atletas de Cristo.

### Selección nacional
Jugó en las categorías inferiores de Brasil y logró la medalla de bronce en el mundial juvenil de 1977.
Debutó en la selección absoluta de Brasil el 2 de abril de 1980, en un partido amistoso no oficial, en que Baltazar marcó un gol. Entre 1980 y 1981 disputó tres partidos internacionales más. 
No regresó a la selección hasta 8 años después, siendo convocado para disputar la Copa América 1989, que los brasileños acabaron conquistando. Bebeto y Romário le cerraron la titularidad, que disputó tres partidos incompletos y anotó un gol.
En total, jugó con Brasil 7 partidos, tres de ellos oficiales y cuatro amistosos, sumando un total de tres goles.

## Estadísticas
Datos actualizados al fin de la carrera deportiva.
| Atlético Goianiense · Brasil |               |               |     |     |     |     |    |    |    |   |   |     |     |      |      |
| 1.ª | 1977          | -             | -   | 1   | 2   | -   | -  | -  | -  | - | - | 1   | 2   | 1.50 |      |
| 1.ª | 1978          | -             | -   | 17  | 19  | -   | -  | -  | -  | - | - | 17  | 19  | 1.17 |      |
| Total club | Total club    | 0             | 0   | 18  | 21  | 0   | 0  | 0  | 0  | 0 | 0 | 18  | 21  | 1.16 |      |
| Grêmio · Brasil |               |               |     |     |     |     |    |    |    |   |   |     |     |      |      |
| 1.ª | 1979          | 16            | 10  | 29  | 19  | -   | -  | -  | -  | - | - | 45  | 29  | 0.64 |      |
| 1.ª | 1980          | 18            | 14  | 40  | 28  | -   | -  | -  | -  | - | - | 58  | 42  | 0.72 |      |
| 1.ª | 1981          | 21            | 10  | 33  | 20  | -   | -  | -  | -  | - | - | 44  | 30  | 0.68 |      |
| 1.ª | 1982          | 23            | 12  | 1   | 0   | -   | -  | -  | -  | 3 | 0 | 27  | 12  | 0.68 |      |
| Total club | Total club    | 78            | 46  | 103 | 67  | 0   | 0  | 0  | 0  | 3 | 0 | 174 | 113 | 0.64 |      |
| Palmeiras · Brasil |               |               |     |     |     |     |    |    |    |   |   |     |     |      |      |
| 1.ª | 1982          | -             | -   | 28  | 14  | -   | -  | -  | -  | - | - | 28  | 14  | 0.50 |      |
| 1.ª | 1983          | -             | -   | 17  | 6   | -   | -  | -  | -  | - | - | 17  | 6   | 0.35 |      |
| 1.ª | 1984          | 11            | 2   | -   | -   | -   | -  | -  | -  | - | - | 11  | 2   | 0.18 |      |
| Total club | Total club    | 11            | 2   | 45  | 20  | 0   | 0  | 0  | 0  | 0 | 0 | 56  | 22  | 0.39 |      |
| Flamengo · Brasil |               |               |     |     |     |     |    |    |    |   |   |     |     |      |      |
| 1.ª | 1983          | 26            | 13  | 8   | 5   | -   | -  | 6  | 3  | - | - | 40  | 21  | 0.52 |      |
| Total club | Total club    | 26            | 13  | 8   | 5   | 0   | 0  | 6  | 3  | 0 | 0 | 40  | 21  | 0.52 |      |
| Botafogo · Brasil |               |               |     |     |     |     |    |    |    |   |   |     |     |      |      |
| 1.ª | 1984          | -             | -   | 22  | 12  | -   | -  | -  | -  | - | - | 22  | 12  | 0.54 |      |
| 1.ª | 1985          | 18            | 1   | -   | -   | -   | -  | -  | -  | - | - | 18  | 1   | 0.05 |      |
| Total club | Total club    | 18            | 1   | 22  | 12  | 0   | 0  | 0  | 0  | 0 | 0 | 40  | 13  | 0.32 |      |
| Celta de Vigo · España |               |               |     |     |     |     |    |    |    |   |   |     |     |      |      |
| 1.ª | 1985-86       | 32            | 6   | -   | -   | 10  | 6  | -  | -  | - | - | 42  | 12  | 0.26 |      |
| 2.ª | 1986-87       | 44            | 34  | -   | -   | 3   | 3  | -  | -  | - | - | 47  | 37  | 0.78 |      |
| 1.ª | 1987-88       | 16            | 7   | -   | -   | 5   | 6  | -  | -  | - | - | 21  | 13  | 0.61 |      |
| Total club | Total club    | 92            | 47  | 0   | 0   | 18  | 15 | 0  | 0  | 0 | 0 | 110 | 62  | 0.56 |      |
| Atlético de Madrid · España |               |               |     |     |     |     |    |    |    |   |   |     |     |      |      |
| 1.ª | 1988-89       | 29            | 35  | -   | -   | 8   | 6  | 2  | 1  | - | - | 39  | 42  | 1.07 |      |
| 1.ª | 1989-90       | 38            | 18  | -   | -   | 2   | 0  | 2  | 1  | - | - | 42  | 19  | 0.45 |      |
| 1.ª | 1990          | 3             | 0   | -   | -   | -   | -  | 2  | 0  | - | - | 5   | 0   | 0.00 |      |
| Total club | Total club    | 70            | 53  | 0   | 0   | 10  | 6  | 6  | 2  | 0 | 0 | 86  | 61  | 0.70 |      |
| Porto Portugal |               |               |     |     |     |     |    |    |    |   |   |     |     |      |      |
| 1.ª | 1991          | 19            | 2   | -   | -   | 4   | 1  | -  | -  | - | - | 23  | 3   | 0.13 |      |
| Total club | Total club    | 19            | 2   | 0   | 0   | 4   | 1  | 0  | 0  | 0 | 0 | 23  | 3   | 0.13 |      |
| Stade Rennais Francia |               |               |     |     |     |     |    |    |    |   |   |     |     |      |      |
| 1.ª | 1991-92       | 31            | 6   | -   | -   | -   | -  | -  | -  | - | - | 31  | 6   | 0.19 |      |
| Total club | Total club    | 31            | 6   | 0   | 0   | 0   | 0  | 0  | 0  | 0 | 0 | 31  | 6   | 0.19 |      |
| Goiás · Brasil |               |               |     |     |     |     |    |    |    |   |   |     |     |      |      |
| 1.ª | 1993          | -             | -   | 2   | 9   | -   | -  | -  | -  | - | - | 2   | 9   | 4.50 |      |
| 1.ª | 1994          | -             | -   | 15  | 19  | -   | -  | -  | -  | - | - | 15  | 19  | 1.26 |      |
| Total club | Total club    | 0             | 0   | 17  | 28  | 0   | 0  | 0  | 0  | 0 | 0 | 17  | 28  | 1.64 |      |
| Kyoto Sanga FC Japón |               |               |     |     |     |     |    |    |    |   |   |     |     |      |      |
| 2.ª | 1995          | 27            | 28  | -   | -   | -   | -  | -  | -  | - | - | 27  | 28  | 1.03 |      |
| 1.ª | 1996          | 3             | 0   | -   | -   | -   | -  | -  | -  | - | - | 3   | 0   | 0.00 |      |
| Total club | Total club    | 30            | 28  | 0   | 0   | 0   | 0  | 0  | 0  | 0 | 0 | 30  | 28  | 0.93 |      |
| Total carrera | Total carrera | Total carrera | 375 | 198 | 213 | 153 | 32 | 22 | 12 | 5 | 3 | 0   | 635 | 378  | 0.59 |
| (1) Incluye datos del Campeonato Goiano, Campeonato Gaucho, Campeonato Carioca. (2) Incluye datos de la Copa del Rey, Copa de la Liga de España, Copa de Portugal. (3) Incluye datos de la Copa Libertadores, Copa UEFA. (4) Incluye datos del Torneio dos Campeões. (5) No se consideran goles en encuentros amistosos. |               |               |     |     |     |     |    |    |    |   |   |     |     |      |      |

### Selección nacional
| Selección       | Año   | Amistoso | Amistoso | Copa América | Copa América | Total | Total |
| Selección       | Año   | PJ       | G        | PJ           | G            | PJ    | G     |
| --------------- | ----- | -------- | -------- | ------------ | ------------ | ----- | ----- |
| Brasil · Brasil | 1980  | 1        | 0        | -            | -            | 1     | 0     |
| Brasil · Brasil | 1981  | 2        | 1        | -            | -            | 2     | 1     |
| Brasil · Brasil | 1989  | -        | -        | 3            | 1            | 3     | 1     |
| Total           | Total | 3        | 1        | 3            | 1            | 6     | 2     |

## Títulos

### Campeonatos nacionales
- 2 Campeonato Gaúcho  - 1979, 1980
- 2 Ligas brasileñas - 1981, 1983
- 1 Copa de Portugal - 1991
- 1 Campeonato Goiano - 1994

### Copas internacionales
- 1 Copa América - 1989

### Distinciones individuales
- Máximo goleador de  Segunda División española - 1987
- Máximo goleador de  Primera División española - 1989
- Máximo goleador del Campeonato Goiano - 1978, 1994
- Máximo goleador del Campeonato Gaúcho - 1980, 1981

- Datos: Q455799
- Multimedia: Baltazar Maria de Morais / Q455799